# Ciclismo en los Juegos Olímpicos de París 2024 – BMX Carrera masculino
La prueba de ciclismo BMX Carrera masculino en los Juegos Olímpicos de París se llevó a cabo en París, Francia desde el 1 al 2 de agosto de 2024 en el Estadio de BMX de Saint-Quentin-en-Yvelines de la ciudad de París.

## Formato de competición
El BMX de carrera es una disciplina que combina velocidad, habilidad y adrenalina, caracterizada por carreras en pistas cortas con obstáculos.
Esta disciplina consta de dos fases: una primera fase de clasificación y una segunda fase de finales en formato de mangas, donde los mejores avanzan a rondas finales, para conseguir un ganador en la línea de meta con el menor tiempo posible.

## Horario
Todos los horarios están en UTC tiempo de Francia (+1 GMT)
| Fecha                       | Tiempo | Evento        |
| --------------------------- | ------ | ------------- |
| Jueves 1 de agosto de 2024  | 13:00  | Clasificación |
| Viernes 2 de agosto de 2024 | 14:35  | Finales       |

## Resultados

### Cuartos de final
- Las clasificaciones finalizaron de la siguiente forma:[4]

| Clasificación | Clasificación  | Clasificación           | Clasificación          | Clasificación          | Clasificación          | Clasificación |
| Posición      | País           | Ciclista                | Carrera 1 Tiempo (Pts) | Carrera 2 Tiempo (Pts) | Carrera 3 Tiempo (Pts) | Pts totales   |
| ------------- | -------------- | ----------------------- | ---------------------- | ---------------------- | ---------------------- | ------------- |
| 1.º           | Francia        | Sylvain André           | 31.979 (2)             | 31.854 (1)             | 31.661 (1)             | 4 Q           |
| 2.º           | Francia        | Romain Mahieu           | 31.472 (1)             | 32.025 (3)             | 31.768 (1)             | 5 Q           |
| 3.º           | Francia        | Joris Daudet            | 31.692 (1)             | 31.463 (1)             | 32.299 (3)             | 5 Q           |
| 4.º           | Estados Unidos | Kamren Larsen           | 32.016 (3)             | 31.927 (2)             | 31.926 (2)             | 7 Q           |
| 5.º           | Estados Unidos | Cameron Wood            | 32.207 (1)             | 31.967 (2)             | 32.473 (4)             | 7 Q           |
| 6.º           | Australia      | Izaac Kennedy           | 32.750 (5)             | 31.878 (2)             | 31.835 (1)             | 8 Q           |
| 7.º           | Ecuador        | Alfredo Campo           | 32.773 (4)             | 31.893 (1)             | 32.612 (3)             | 8 Q           |
| 8.º           | Suiza          | Cédric Butti            | 32.394 (3)             | 32.241 (3)             | 32.221 (4)             | 10 Q          |
| 9.º           | Colombia       | Mateo Carmona           | 32.389 (2)             | 46.500 (7)             | 32.108 (2)             | 11 Q          |
| 10.º          | Reino Unido    | Kye Whyte               | 33.544 (5)             | 32.377 (3)             | 33.147 (4)             | 12 Q          |
| 11.º          | Colombia       | Diego Arboleda Ospina   | 32.835 (6)             | 32.798 (5)             | 32.187 (2)             | 13 Q          |
| 12.º          | Italia         | Pietro Bertagnoli       | 32.730 (3)             | 32.488 (4)             | 33.803 (7)             | 14 Q          |
| 13.º          | Bélgica        | Ruben Gommers           | 33.254 (5)             | 32.566 (5)             | 32.663 (5)             | 15 q          |
| 14.º          | Nueva Zelanda  | Rico Bearman            | 33.090 (7)             | 33.058 (6)             | 32.093 (3)             | 16 q          |
| 15.º          | Países Bajos   | Dave van der Burg       | 32.206 (4)             | 34.251 (6)             | 33.121 (6)             | 16 q          |
| 16.º          | Colombia       | Carlos Ramírez Yepes    | 32.248 (2)             | 33.110 (6)             | 1:13.918 (8)           | 16 q          |
| 17.º          | Países Bajos   | Jaymio Brink            | 32.870 (4)             | No terminó             | 33.049 (5)             | 17 q          |
| 18.º          | Chile          | Mauricio Molina Vergara | 33.752 (7)             | 33.615 (4)             | 33.153 (6)             | 17 q          |
| 19.º          | Suiza          | Simon Marquart          | 33.557 (6)             | 32.545 (4)             | 33.288 (7)             | 17 q          |
| 20.º          | Argentina      | Gonzalo Nahuel Molina   | 34.230 (7)             | 33.196 (7)             | 33.366 (5)             | 19 q          |
| 21.º          | Alemania       | Philip Schaub           | 33.632 (6)             | 34.803 (8)             | 33.381 (6)             | 20            |
| 22.º          | Marruecos      | Dean Reeves             | 34.543 (8)             | 34.121 (5)             | 40.829 (7)             | 20            |
| 23.º          | Tailandia      | Komet Sukprasert        | 35.083 (8)             | 34.791 (7)             | 34.372 (8)             | 23            |
| 24.º          | Letonia        | Kristens Krigers        | 34.163 (8)             | No terminó             | No comenzó             | 26            |

Regla de clasificación: Los corredores clasificados del 1.º al 12.º se clasificaron para la semifinal, del 13.º al 20.º clasificados para la carrera Last Chance (repechaje); el resto fueron eliminados.

### Last Chance
- Las clasificaciones finalizaron de la siguiente forma:[5]

| Clasificación | Clasificación | Clasificación           | Clasificación |
| Posición      | País          | Ciclista                | Tiempo        |
| ------------- | ------------- | ----------------------- | ------------- |
| 1.º           | Nueva Zelanda | Rico Bearman            | 32.736 Q      |
| 2.º           | Suiza         | Simon Marquart          | 33.328 Q      |
| 3.º           | Chile         | Mauricio Molina Vergara | 33.881 Q      |
| 4.º           | Países Bajos  | Jaymio Brink            | 34.253 Q      |
| 5.º           | Países Bajos  | Dave van der Burg       | 34.818        |
| 6.º           | Argentina     | Gonzalo Nahuel Molina   | 35.097        |
| 7.º           | Bélgica       | Ruben Gommers           | 36.250        |
| 8.º           | Colombia      | Carlos Ramírez Yepes    | No terminó    |

Regla de clasificación: Los corredores clasificados del 1.º al 4.º se clasificaron para la semifinal; el resto fueron eliminados.

### Semifinal
- Las clasificaciones finalizaron de la siguiente forma:[6]

| Clasificación | Clasificación  | Clasificación           | Clasificación          | Clasificación          | Clasificación          | Clasificación |
| Posición      | País           | Ciclista                | Carrera 1 Tiempo (Pts) | Carrera 2 Tiempo (Pts) | Carrera 3 Tiempo (Pts) | Pts totales   |
| ------------- | -------------- | ----------------------- | ---------------------- | ---------------------- | ---------------------- | ------------- |
| 1.º           | Francia        | Romain Mahieu           | 31.631 (1)             | 31.649 (1)             | 31.767 (1)             | 3 Q           |
| 2.º           | Francia        | Joris Daudet            | 31.752 (1)             | 32.855 (2)             | 31.489 (1)             | 4 Q           |
| 3.º           | Francia        | Sylvain André           | 32.498 (2)             | 32.010 (1)             | 31.568 (1)             | 5 Q           |
| 4.º           | Suiza          | Simon Marquart          | 32.459 (4)             | 32.153 (2)             | 32.343 (3)             | 9 Q           |
| 5.º           | Suiza          | Cédric Butti            | 32.375 (3)             | 32.731 (4)             | 32.201 (3)             | 10 Q          |
| 6.º           | Colombia       | Mateo Carmona           | 32.536 (3)             | 32.981 (3)             | 32.745 (4)             | 10 Q          |
| 7.º           | Estados Unidos | Cameron Wood            | 32.640 (4)             | 34.028 (5)             | 31.096 (2)             | 11 Q          |
| 8.º           | Australia      | Izaac Kennedy           | 31.985 (2)             | 33.107 (4)             | 32.934 (7)             | 13 Q          |
| 9.º           | Italia         | Pietro Bertagnoli       | 33.051 (6)             | 32.454 (3)             | 32.920 (6)             | 15            |
| 10.º          | Países Bajos   | Jaymio Brink            | 33.313 (7)             | 55.688 (6)             | 32.336 (4)             | 17            |
| 11.º          | Nueva Zelanda  | Rico Bearman            | 33.382 (8)             | 33.298 (5)             | 32.626 (5)             | 18            |
| 12.º          | Colombia       | Diego Arboleda Ospina   | 33.405 (7)             | 33.362 (6)             | 32.799 (5)             | 18            |
| 13.º          | Ecuador        | Alfredo Campo           | 33.015 (6)             | 33.676 (7)             | 33.126 (6)             | 19            |
| 14.º          | Estados Unidos | Kamren Larsen           | 32.671 (5)             | No terminó             | 33.197 (7)             | 19            |
| 15.º          | Reino Unido    | Kye Whyte               | 32.808 (5)             | No comenzó             | No comenzó             | 23            |
| 16.º          | Chile          | Mauricio Molina Vergara | No terminó             | No comenzó             | No comenzó             | 28            |

Regla de clasificación: Los corredores clasificados del 1.º al 8.º se clasificaron para la final; el resto fueron eliminados.

### Finales
- Los resultados finalizaron de la siguiente forma:[7]

| Clasificación | Clasificación  | Clasificación  | Clasificación |
| Posición      | País           | Ciclista       | Tiempo        |
| ------------- | -------------- | -------------- | ------------- |
|               | Francia        | Joris Daudet   | 31.422        |
|               | Francia        | Sylvain André  | 31.706        |
|               | Francia        | Romain Mahieu  | 32.022        |
| 4.º           | Suiza          | Cédric Butti   | 32.124        |
| 5.º           | Estados Unidos | Cameron Wood   | 32.446        |
| 6.º           | Colombia       | Mateo Carmona  | 33.166        |
| 7.º           | Suiza          | Simon Marquart | 44.914        |
| 8.º           | Australia      | Izaac Kennedy  | No terminó    |